# Московска Хелсиншка група
Московска хелсиншка група (позната и као Московска хелсиншка група за посматрање, рус. Московская Хельсинкская группа) је била једна од водећих руских организација за људска права. Првобитно је основан 1976.  да надгледа совјетско поштовање Хелсиншког споразума и да извештава Запад о совјетским кршењима људских права.Био је принудно укинут раних 1980-их, али је поново оживео 1989. и наставио да ради у Русији.
Током 1970-их, Московска хелсиншка група инспирисала је формирање сличних група у другим земљама Варшавског пакта и група за подршку на Западу. У оквиру бившег Совјетског Савеза Хелсинки Ватцх групе су основане у Украјини, Литванији, Грузији и Јерменији, као иу Сједињеним Државама ( Хелсинки Ватцх, касније Human Rights Watch). Сличне иницијативе су се појавиле у земљама као што је Чехословачка, са Повељом 77. На крају су хелсиншке групе за праћење инспирисане Московском хелсиншком групом формирале Међународну хелсиншку федерацију.
Крајем децембра 2022. Министарство правде Русије је поднело судски налог за распуштање организације. Дана 25. јануара 2023. године, током руске инвазије на Украјину, Московски градски суд је пресудио да Московска хелсиншка група мора бити распуштена, позивајући се на активности групе изван њеног региона, Москве.

## Оснивање и циљеви
Совјетски Савез је 1. августа 1975. постао једна од 35 земаља које су потписале Хелсиншки споразум током Конференције о европској безбедности и сарадњи у Хелсинкију у Финској. Иако је Совјетски Савез потписао споразум првенствено због спољнополитичких разлога, на крају је прихватио текст који садржи одредбе о људским правима без преседана. Такозвана „трећа корпа” споразума обавезала је потписнике да „поштују људска права и основне слободе, укључујући слободу мисли, савести, вероисповести или уверења”. Потписници су потврдили и "право појединца да зна и поступа по својим правима и дужностима у овој области".
„Јавна група за промоцију испуњења Хелсиншког споразума у СССР-у“ била је идеја физичара Јурија Орлова, заснована на претходном искуству неслагања старог деценију и по.  Искористивши међународни публицитет Хелсиншког споразума и контакте са западним новинарима, Орлов је 12. маја 1976. године на конференцији за штампу одржаној у стану Андреја Сахарова најавио формирање Московске хелсиншке групе. 
Новоотворена Московска хелсиншка група требало је да надгледа совјетско поштовање одредби Хелсиншког завршног акта о људским правима. Група је у свом оснивачком саопштењу најавила свој циљ да обавести шефове држава потписница, као и светску јавност „о случајевима директног кршења” Хелсиншког споразума. Најавила је да ће примати информације о кршењу ових чланова од грађана и састављати документе о њима.
Осим Јурија Орлова, оснивачи Групе били су Анатолиј Шчарански, Људмила Алексејева, Александар Корчак, Малва Ланда, Виталиј Рубин, Јелена Бонер, Александар Гинзбург, Анатолиј Марченко, Петро Григоренко и Михаил Бернштам. Десет других људи, укључујући Софију Калистратову, Наума Меимана, Јурија Мњуха, Виктора Некипелова, Татјану Осипову, Feliks Serebrov, Владимир Слепак, Леонард Терновски и Јуриј Јарим-Агајев придружили су се групи касније.
Састав Московске хелсиншке групе био је смишљен покушај да се окупи разноврстан скуп водећих дисидената и радио је као мост између активиста за људска права, оних који су фокусирани на права одбијача и националних мањина или на верска и економска питања, као и како између радника и интелектуалаца.

## Активности
Западне радио станице као што су Глас Америке и Радио Слобода помогле су у ширењу вести о стварању Московске хелсиншке групе, што је довело до релативно широке свести широм Совјетског Савеза. Совјетски грађани који су сазнали за постојање групе прослеђивали су писане жалбе члановима, или су у многим случајевима нашли члана групе лично да пријави случај злостављања из прве руке када су били у Москви. Чланови Хелсиншке групе су такође путовали по целом Совјетском Савезу да би спровели истраживање о усклађености са Завршним актом из Хелсинкија.
Након провере притужбе, када је то могуће, Група би издавала извештаје о уоченим прекршајима. Извештаји су обично укључивали преглед конкретног случаја, након чега је уследила расправа о кршењу људских права релевантним за Хелсиншки и друге међународне споразуме, као и совјетски устав и закон. Документи су затворени позивом на акцију од стране држава потписница.
Хелсиншка група би затим водила међународну кампању тако што би извештаје о кршењу правила преносила за објављивање у иностранству, позивајући на интервенцију друге државе потписнице. Стратегија Групе је била да направи тридесет пет копија сваког документа и пошаље их препорученом поштом у тридесет четири московске амбасаде повезане са КЕБС-ом и директно Леониду Брежњеву. Чланови Московске Хелсиншке групе такође су се састали са страним дописницима како би дошли до публике изван Совјетског Савеза. Западни новинари, посебно они који су били послани у московске бирое или раде за Глас Америке или Радио Слобода, такође су ширили информације и били су од суштинског значаја за развој шире мреже у Хелсинкију. КЕБС је превео све документе које је примио и проследио их другим државама КЕБС-а и заинтересованим групама. Жалбе Групе би такође биле прослеђене на разматрање на међународним састанцима у Хелсинкију, укључујући састанак у Београду 1977. и састанак у Мадриду 1980. године.
Поред тога, документи и жалбе су дистрибуирани путем самиздата. Многи документи који су доспели на Запад поново су објављивани у периодици као што су Цахиерс ду Самиздат и Самиздат Буллетин .
Током времена, документи Групе су се фокусирали на широк спектар питања, укључујући национално самоопредељење, право на избор места становања, емиграцију и право на повратак, слободу вероисповести, право на праћење људских права, право на правично суђење, права политичких затвореника и злоупотреба психијатрије.
За шест година свог постојања у Совјетском Савезу, Московска хелсиншка група саставила је укупно 195 таквих извештаја. У периоду од 12. маја 1976. до 6. септембра 1982. године, када су последња три члана који нису били у затвору објавили да Група обуставља рад, Група је такође саставила бројне апеле државама потписницама, синдикатима у Сједињеним Државама, Канади, Европи и светској јавности.

## Радна комисија за психијатрију у политичке сврхе
У јануару 1977, Александар Подрабинек је заједно са 47-годишњим самообразованим радником Феликсом Серебровим, тридесетогодишњим компјутерским програмером Вјачеславом Бахмином и Ирином Куплун основао Радну комисију за истраживање употребе психијатрије у политичке сврхе . Комисија је била формално повезана са и конституисана као изданак Московске Хелсиншке групе. Састављена је од пет отворених чланова и неколико анонимних, укључујући и неколико психијатара који су, у великој опасности за себе, спроводили сопствена независна испитивања случајева наводног психијатријског злостављања.
Чланови Радне комисије су били подвргнути различитим роковима и врстама казни. Александар Подрабинек је осуђен на пет година унутрашњег изгнанства, Ирина Гривнина на пет година унутрашњег изгнанства, Вјачеслав Бахмин на три године у радном логору, др Леонард Терновски на три године рада, др Анатолиј Корјагин на осам година затвора и рада логор и четворогодишње унутрашње изгнанство, др Александар Волошановић је послат у добровољно изгнанство.

## Прогон
Члановима Московске хелсиншке групе претио је КГБ, затварани, прогнани или присиљени да емигрирају. Шеф КГБ-а Јуриј Андропов је 1977. године рекао: „Појавила се потреба да се једном заувек окончају акције Орлова, колеге Хелсиншког посматрача Александра Гинзбурга и других, на основу постојећег закона.
Прва хапшења чланова Московске хелсиншке групе извршиле су совјетске власти почетком 1977. године. Они су уследили након експлозије у московском метроу 8. јануара, након што је совјетска штампа повезала дисиденте са нападом. После напада, Андреј Сахаров је оптужио КГБ за намерни покушај дискредитације дисидената како би се олакшао њихов прогон. Московска и Украјинска хелсиншка група и руска секција Амнести интернешенела објавиле су заједничко саопштење у којем негирају било какво учешће у нападу и наглашавају своју приврженост принципу ненасилног протеста.
Током наредне године, један број чланова је осуђен на логоре, затворен у психијатријске установе и послат у унутрашње изгнанство унутар СССР-а: 
- Јуриј Орлов - осуђен 18. маја 1978. на седам година у логорима строгог режима, након чега је уследило пет година унутрашњег изгнанства због " антисовјетске агитације и пропаганде " (члан 70 Кривичног закона РСФСР);
- Владимир Слепак - осуђен 21. јуна 1978. на пет година унутрашњег прогонства због "злонамерног хулиганизма" (члан 206);
- Анатолиј Шчарански – осуђен 14. јула 1978. на три године затвора и 10 година у логорима строгог режима због „антисовјетске агитације и пропаганде” (члан 70) и „издаје” (члан 64-а). Октобра 1981. осуђен је на повратак у затвор на још три године;
- Малва Ланда - осуђена 26. марта 1980. на пет година унутрашњег изгнанства због "антисовјетских измишљотина" (члан 190-1);
- Виктор Некипелов - осуђен 13. јуна 1980. на седам година рада у логорима и пет година унутрашњег изгнанства због "антисовјетске агитације и пропаганде" (члан 70);
- Леонард Терновски (такође члан Психијатријске радне групе) - осуђен 30. децембра 1980. на три године у логорима обичног режима због "антисовјетских измишљотина" (члан 190-1);
- Феликс Серебров (такође члан Психијатријске радне групе) - осуђен 21. јула 1981. на четири године логора строгог режима плус пет година изгнанства због "антисовјетске агитације и пропаганде" (члан 70). Раније осуђен 1977. године на годину дана у логорима;
- Татјана Осипова - осуђена 2. априла 1981. на пет година у логорима обичног режима и пет година унутрашњег изгнанства због "антисовјетске агитације и пропаганде" (члан 70);
- Анатолиј Марченко - осуђен 4. септембра 1981. на десет година у логорима специјалног режима плус пет година унутрашњег изгнанства због "антисовјетске агитације и пропаганде" (члан 70);
- Иван Коваљов је 2. априла 1982. осуђен на пет година логора строгог режима плус пет година унутрашњег изгнанства због „антисовјетске агитације и пропаганде” (члан 70).

Совјетске власти су подстицале друге активисте да емигрирају. Људмила Алексејева је напустила Совјетски Савез у фебруару 1977. Емигрирали су оснивачи Московске хелсиншке групе - Михаил Бернштам, Александар Корчак и Виталиј Рубин. Петру Григоренку је одузето совјетско држављанство у новембру 1977. док је тражио лечење у иностранству.
До раних 1980-их, чланови Московске хелсиншке групе били су раштркани између затвора, логора и егзила у СССР-у, док су остали живели у иностранству.  Крајем 1981. на слободи су остали само Елена Бонер, Софија Калистратова и Наум Мејман. Елена Бонер је званично објавила распуштање Московске Хелсиншке групе 8. септембра 1982.
Према речима Сергеја Григорјанца, Елена Бонер је најавила распуштање Хелсиншке групе не само због директне претње хапшењем 75-годишње Софије Калистратове, против које је већ покренут судски поступак, већ и због тога што је Хелсиншка група постала канал за емиграцију оних који су желели да оду у иностранство и, у неким случајевима, очигледно, за продор у иностранство агената КГБ-а који усвајају имиџ „дисидената“.

## Хелсиншка мрежа
Московска хелсиншка група постала је центар нове мреже хуманитарних протеста у СССР-у. Након формирања Московске хелсиншке групе, хелсиншке посматрачке групе су формиране у Литванији (новембар 1976), Украјини (новембар 1976), Грузији (јануар 1977) и Јерменији (април 1977). Друге протестне групе су најавиле своје формирање на конференцијама за штампу Московске хелсиншке групе, као што су Радна комисија за истраживање употребе психијатрије у политичке сврхе, Хришћански комитет за одбрану права верских верника и друга удружења.
У јуну 1976, апел групе упућен америчкој конгресменки Милицент Фенвицк ју је убедио да предводи стварање америчке Хелсиншке комисије (види Комисију за европску безбедност и сарадњу ), која је укључивала сенаторе, чланове конгреса и представнике државе, одбране, и Одељења за трговину.
Године 1978. основан је Хелсинки Ватцх у САД. Приватна НВО је постала најутицајнија западна НВО посвећена праћењу Хелсинкија. Њен мандат је био да припрема извештаје о кршењу људских права у Совјетском Савезу, Источној Европи и Сједињеним Државама, пре свега за следећи састанак Конференције о безбедности и сарадњи у Европи (КЕБС) који је требало да буде отворен у Мадриду 19. 1980. Године 1988. Хелсинки Ватцх је еволуирао у Human Rights Watch.
Године 1982, хелсиншке посматрачке групе Аустрије, Белгије, Канаде, Француске, Холандије, Норвешке, Шведске и Сједињених Држава формирале су Међународну хелсиншку федерацију.

## Препород
У јулу 1989. године Московску хелсиншку групу поново су основали активисти за људска права Вјачеслав Бахмин, Лариса Богораз, Сергеј Коваљов, Алексеј Смирнов, Лев Тимофејев и Борис Золотухин. Остали истакнути чланови су Јуриј Орлов, Људмила Алексејева, Анри Резник, Лев Пономарјов и Алексеј Симонов.
Председавајућа поново успостављене Московске хелсиншке групе била је Лариса Богораз, а 1994. је следио Кронид Лубарски. У мају 1996. године, Људмила Алексејева (која се вратила из емиграције 1993.) постала је њен шеф, која га је водила до своје смрти 2018. У новембру 1998. године изабрана је и за председника Међународне хелсиншке федерације за људска права.

## 2010-их и 2020-их
Московска хелсиншка група се 2012. одрекла страног финансирања и веза како не би била означена као страни агент у складу са руским законом о страним агентима.
Московска хелсиншка група је 2015. наставила да се бори против етикетирања као „страног агента“.
Од 2021. године, МХГ-ом копредседавају два учесника дисидентског покрета из совјетске ере - Вјачеслав Бахмин (политички затвореник 1980-84) и Валериј Боршчов (бивши посланик Думе из опозиционе партије Јаблоко). Два његова главна пројекта укључују: годишње извештаје о стању људских права у Русији; праћење полицијских активности; и образовних програма. У септембру 2021, МХГ је издао саопштење у којем осуђује нетранспарентност електронског гласања коришћеног на претходним изборима за Думу и позива руску изборну комисију да поништи резултате електронског гласања.

### Распуштање
Руско Министарство правде је 20. децембра 2022. године поднело судски налог којим тражи распуштање организације. Министарство правде је тврдило да статут организације не испуњава услове закона , а власти тврде да јој такође забрањују да брани људска права ван Москве, што је копредседавајући Валериј Боршчов одбацио као „бесмислицу“.  Боршчов је описао распуштање, које је наређено 25. јануара, као "озбиљан ударац покрету за људска права не само у Русији већ и у свету".

## Критика
Мишљења су се разликовала о ефикасности и утицају оживљене Московске хелсиншке групе. Крајем 1980-их и почетком 1990-их више није била сама, већ једна у низу нових организација (Меморијал, За људска права, Фонд за одбрану Гласност ) које су се бавиле одбраном људских права и слободе изражавања и извршавањем мисија жаришта у различитим деловима СССР-а и, касније, у Русији (пре свега, Чеченији).
Посебно заједљив је био активиста за људска права Сергеј Григорјанц, оснивач часописа Гласност . Уместо херојске и пожртвоване традиције првобитних Хелсиншких група, поново успостављено тело било је елитни клуб оријентисан на интелигенцију, заборављен од свих. Он ју је 2001. описао као "најсервилнију и најпровладину" међу невладиним организацијама које су тада постојале у Русији.

## Публикације
- A thematic survey of the documents of the Moscow Helsinki Group. Based on materials by Lyudmila Alekseeva, Moscow Helsinki Group representative. Translated and edited by the staff of the CSCE Commission. Washington, D.C.: Commission on Security and Cooperation in Europe, Congress of the United States. 1981. Архивирано из оригинала 04. 03. 2016. г. Приступљено 24. 03. 2024.
- Documents of the Helsinki Watch Group in the USSR, No 1–8. New York. 1977—1984.
- Документы Московской Хельсинкской Группы 1976–1982 [Documents of the Moscow Helsinki Group 1976–1982] (PDF) (на језику: руски). Moscow: Moscow Helsinki Group. 2006. Архивирано из оригинала (PDF) 6. 8. 2006. г. Приступљено 1. 2. 2007. (publicly available unabridged Russian text Архивирано на веб-сајту  (1. јануар 2015))